# 蒙古抗日游擊隊
蒙古抗日游擊隊是中共綏遠省委於1939年秋天在土默特旗以綏蒙游擊大隊為基礎創建的一支武裝力量，活躍於綏遠省西部。首位隊長為李森。1940年，高鳳英接任隊長。1941年，和林游擊隊併入蒙古抗日游擊隊。1941年10月24日，高鳳英戰死後，蒙古抗日游擊隊併入大青山主力部隊。